# Bassel Fleihan
Bassel Fleihan (en árabe: باسل فليحان‎ Beirut, 10 de septiembre de 1963 – 18 de abril de 2005) fue un político y ministro de Economía y Comercio libanés.

## Biografía
Nació el 10 de septiembre de 1963 en Beirut.  Licenciado en economía por la Universidad Americana de Beirut en 1984, obtuvo su maestría en economía del desarrollo por la Universidad de Yale en 1985 y un doctorado en economía por la Universidad de Columbia en 1990.
Entre 1988 y 1993, Fleihan trabajó en el Fondo Monetario Internacional. Dejó su cargo en 1993, cuando Rafiq Hariri lo nombró asesor del Ministro de Finanzas. Enseñó economía en la AUB de 1993 a 1999.
Fue elegido por Hariri en 2000 para presentarse a las elecciones legislativas de su lista, para la sede protestante de la capital. Tras su victoria, Hariri lo nombró Ministro de Economía y Comercio, cargo que mantuvo hasta 2003.
Bassel Fleihan desempeñará un papel importante en la preparación del plan de reforma económica libanés presentado en la conferencia París-2 en noviembre de 2002, durante la cual el Líbano logró obtener 4,3 mil millones de dólares en ayuda.
En 2006, el Instituto de Finanzas, bajo la supervisión del Ministerio de Finanzas del Líbano y la dirección de la presidenta del instituto, Lamia Moubayed Bissat, pasó a llamarse "Instituto de Finanzas Basil Fuleihan" en honor al difunto Ministro Bassel Fleihan.